# 산마리노 축구 국가대표팀
산마리노 축구 국가대표팀(이탈리아어: Nazionale di calcio di San Marino)은 축구 부문에서 산마리노를 대표하며 산마리노 축구 행정 부서인 산마리노 축구 연맹(Federazione Sammarinese Giuoco Calcio)이 관리하고 있으며 UEFA 전체에서 2번째로 인구 수가 적은 곳으로 현재 FIFA 회원 211개국 가운데 FIFA 랭킹 꼴찌에 머물러 있는 최약체팀이다.

## 개요
현재까지 FIFA 월드컵과 UEFA 유럽 축구 선수권 대회 본선 출전 기록은 전무하며 2004년 4월 28일 홈 구장인 산마리노 스타디움에서 열린 리히텐슈타인과의 친선 경기로 이 경기에서 1-0으로 승리를 거두며 14년만에 국제 경기에서 첫 승을 거두었지만 이 경기 승리 이후 리히텐슈타인과의 2024-25년 UEFA 네이션스리그 D 1조 1차전에서 승리를 거두기 전까지 모든 국제 경기에서 단 1승도 거두지 못했고 특히 월드컵 유럽 지역 예선이나 유로 대회 예선 등의 국제 대회에서도 기존의 강팀들에게는 물론 같은 최약체팀들에게조차도 줄줄이 패하며 유럽 축구 뿐 아니라 전 세계 축구계에서도 최변방이자 최약체팀으로 불리우고 있다.

## 국제 대회 경력

### FIFA 월드컵
1994년 FIFA 월드컵 유럽 지역 예선을 시작으로 현재까지 꾸준히 월드컵 예선에 참가하고 있으며 1994년 월드컵 지역 예선과 2002년 FIFA 월드컵 유럽 지역 예선에서 각각 승점 1점만 획득했을 뿐 나머지 월드컵 지역 예선에서는 전부 패배만 거듭하고 있는 상황이다. 

### UEFA 유럽 축구 선수권 대회
UEFA 유로 1992 예선부터 꾸준히 유로 대회 예선에 나서고 있지만 현재까지 승점을 획득한 유로 대회 예선은 UEFA 유로 2016 예선이 유일하며 E조 4차전에서 에스토니아와 득점 없이 비기며 24년만에 유로 대회 예선에서 승점 1점을 획득했으나 이 경기를 제외한 나머지 유로 대회 예선에서는 전패를 기록하고 있다.

### UEFA 네이션스리그

#### 2018-19년 리그 D
네이션스리그의 첫 시즌 리그 D에 편입된 산마리노는 벨라루스, 몰도바, 룩셈부르크와 함께 2조에 편성되어 6전 전패·조 최하위로 첫 시즌을 마쳤다.

#### 2020-21년 리그 D
전 시즌에 이어 리그 D에서 시작한 산마리노는 같은 최약체팀인 지브롤터, 리히텐슈타인과 함께 2조에 편성되어 4경기에서 또 한 경기도 승리를 따내지 못했고 그나마 에스토니아와의 UEFA 유로 2016 예선 E조 4차전 이후 7년만에 국제 대회에서 승점을 따내는데 만족했다.

#### 2022-23년 리그 D
2022-23 시즌 리그 D에서는 에스토니아, 몰타와 B조에 편성되었으나 4경기에서 전패를 당하며 또 다시 국제 대회 첫 승 도전은 물거품이 되고 말았다.

#### 2024-25년 리그 D
2024-25 시즌 리그 D에서는 지브롤터, 리히텐슈타인과 1조에 편성되어 4경기 2승 1무 1패·조 1위로 산마리노 축구 역사상 국제 대회 최고 성적을 거두었고 특히 리히텐슈타인과의 1차전에서 1-0으로 꺾고 공식 국제 대회 첫 승을 거둠과 동시에 140경기 연속 무승 행진을 마감한 뒤 최종전에서도 3-1의 완승으로 리히텐슈타인전에서만 2연승을 챙기면서 산마리노 축구 역사상 첫 네이션스리그 C 승격의 겹경사까지 맞이했다.

## 기타 국제 대회 경력
지중해 경기 대회에는 4번 출전하여 4번의 대회에서 모두 조별리그 탈락의 쓴 잔을 마셨다. 그나마 1987년 대회에서 승점 1점을 딴 것이 유일한 위안거리이다.

## FIFA 월드컵 (본선)
| 년도   | 결과      | 순위      | 경기      | 승        | 무*       | 패        | 득점      | 실점      | 승점      |
| ------ | --------- | --------- | --------- | --------- | --------- | --------- | --------- | --------- | --------- |
| 1930년 | 없음      | 없음      | 없음      | 없음      | 없음      | 없음      | 없음      | 없음      | 없음      |
| 1934년 | 비회원국  | 비회원국  | 비회원국  | 비회원국  | 비회원국  | 비회원국  | 비회원국  | 비회원국  | 비회원국  |
| 1938년 | 비회원국  | 비회원국  | 비회원국  | 비회원국  | 비회원국  | 비회원국  | 비회원국  | 비회원국  | 비회원국  |
| 1950년 | 비회원국  | 비회원국  | 비회원국  | 비회원국  | 비회원국  | 비회원국  | 비회원국  | 비회원국  | 비회원국  |
| 1954년 | 비회원국  | 비회원국  | 비회원국  | 비회원국  | 비회원국  | 비회원국  | 비회원국  | 비회원국  | 비회원국  |
| 1958년 | 비회원국  | 비회원국  | 비회원국  | 비회원국  | 비회원국  | 비회원국  | 비회원국  | 비회원국  | 비회원국  |
| 1962년 | 비회원국  | 비회원국  | 비회원국  | 비회원국  | 비회원국  | 비회원국  | 비회원국  | 비회원국  | 비회원국  |
| 1966년 | 비회원국  | 비회원국  | 비회원국  | 비회원국  | 비회원국  | 비회원국  | 비회원국  | 비회원국  | 비회원국  |
| 1970년 | 비회원국  | 비회원국  | 비회원국  | 비회원국  | 비회원국  | 비회원국  | 비회원국  | 비회원국  | 비회원국  |
| 1974년 | 비회원국  | 비회원국  | 비회원국  | 비회원국  | 비회원국  | 비회원국  | 비회원국  | 비회원국  | 비회원국  |
| 1978년 | 비회원국  | 비회원국  | 비회원국  | 비회원국  | 비회원국  | 비회원국  | 비회원국  | 비회원국  | 비회원국  |
| 1982년 | 비회원국  | 비회원국  | 비회원국  | 비회원국  | 비회원국  | 비회원국  | 비회원국  | 비회원국  | 비회원국  |
| 1986년 | 비회원국  | 비회원국  | 비회원국  | 비회원국  | 비회원국  | 비회원국  | 비회원국  | 비회원국  | 비회원국  |
| 1990년 | 비회원국  | 비회원국  | 비회원국  | 비회원국  | 비회원국  | 비회원국  | 비회원국  | 비회원국  | 비회원국  |
| 1994년 | 예선 탈락 | 예선 탈락 | 예선 탈락 | 예선 탈락 | 예선 탈락 | 예선 탈락 | 예선 탈락 | 예선 탈락 | 예선 탈락 |
| 1998년 | 예선 탈락 | 예선 탈락 | 예선 탈락 | 예선 탈락 | 예선 탈락 | 예선 탈락 | 예선 탈락 | 예선 탈락 | 예선 탈락 |
| 2002년 | 예선 탈락 | 예선 탈락 | 예선 탈락 | 예선 탈락 | 예선 탈락 | 예선 탈락 | 예선 탈락 | 예선 탈락 | 예선 탈락 |
| 2006년 | 예선 탈락 | 예선 탈락 | 예선 탈락 | 예선 탈락 | 예선 탈락 | 예선 탈락 | 예선 탈락 | 예선 탈락 | 예선 탈락 |
| 2010년 | 예선 탈락 | 예선 탈락 | 예선 탈락 | 예선 탈락 | 예선 탈락 | 예선 탈락 | 예선 탈락 | 예선 탈락 | 예선 탈락 |
| 2014년 | 예선 탈락 | 예선 탈락 | 예선 탈락 | 예선 탈락 | 예선 탈락 | 예선 탈락 | 예선 탈락 | 예선 탈락 | 예선 탈락 |
| 2018년 | 예선 탈락 | 예선 탈락 | 예선 탈락 | 예선 탈락 | 예선 탈락 | 예선 탈락 | 예선 탈락 | 예선 탈락 | 예선 탈락 |
| 합계   |           |           |           |           |           |           |           |           |           |

## FIFA 월드컵 (예선)
| 1930년 | 없음                                      | 없음                                      | 없음                                      | 없음                                      | 없음                                      | 없음                                      | 없음                                      |                                           |                                           |
| 1934년 | 비회원국                                  | 비회원국                                  | 비회원국                                  | 비회원국                                  | 비회원국                                  | 비회원국                                  | 비회원국                                  |                                           |                                           |
| 1938년 | 비회원국                                  | 비회원국                                  | 비회원국                                  | 비회원국                                  | 비회원국                                  | 비회원국                                  | 비회원국                                  |                                           |                                           |
| 1950년 | 비회원국                                  | 비회원국                                  | 비회원국                                  | 비회원국                                  | 비회원국                                  | 비회원국                                  | 비회원국                                  |                                           |                                           |
| 1954년 | 비회원국                                  | 비회원국                                  | 비회원국                                  | 비회원국                                  | 비회원국                                  | 비회원국                                  | 비회원국                                  |                                           |                                           |
| 1958년 | 비회원국                                  | 비회원국                                  | 비회원국                                  | 비회원국                                  | 비회원국                                  | 비회원국                                  | 비회원국                                  |                                           |                                           |
| 1962년 | 비회원국                                  | 비회원국                                  | 비회원국                                  | 비회원국                                  | 비회원국                                  | 비회원국                                  | 비회원국                                  |                                           |                                           |
| 1966년 | 비회원국                                  | 비회원국                                  | 비회원국                                  | 비회원국                                  | 비회원국                                  | 비회원국                                  | 비회원국                                  |                                           |                                           |
| 1970년 | 비회원국                                  | 비회원국                                  | 비회원국                                  | 비회원국                                  | 비회원국                                  | 비회원국                                  | 비회원국                                  |                                           |                                           |
| 1974년 | 비회원국                                  | 비회원국                                  | 비회원국                                  | 비회원국                                  | 비회원국                                  | 비회원국                                  | 비회원국                                  |                                           |                                           |
| 1978년 | 비회원국                                  | 비회원국                                  | 비회원국                                  | 비회원국                                  | 비회원국                                  | 비회원국                                  | 비회원국                                  |                                           |                                           |
| 1982년 | 비회원국                                  | 비회원국                                  | 비회원국                                  | 비회원국                                  | 비회원국                                  | 비회원국                                  | 비회원국                                  |                                           |                                           |
| 1986년 | 비회원국                                  | 비회원국                                  | 비회원국                                  | 비회원국                                  | 비회원국                                  | 비회원국                                  | 비회원국                                  |                                           |                                           |
| 1990년 | 비회원국                                  | 비회원국                                  | 비회원국                                  | 비회원국                                  | 비회원국                                  | 비회원국                                  | 비회원국                                  |                                           |                                           |
| 1994년 | 10                                        | 0                                         | 1                                         | 9                                         | 2                                         | 46                                        | 1                                         |                                           |                                           |
| 1998년 | 8                                         | 0                                         | 0                                         | 8                                         | 0                                         | 42                                        | 0                                         |                                           |                                           |
| 2002년 | 8                                         | 0                                         | 1                                         | 7                                         | 3                                         | 30                                        | 1                                         |                                           |                                           |
| 2006년 | 10                                        | 0                                         | 0                                         | 10                                        | 2                                         | 40                                        | 0                                         |                                           |                                           |
| 2010년 | 10                                        | 0                                         | 0                                         | 10                                        | 1                                         | 47                                        | 0                                         |                                           |                                           |
| 2014년 | 10                                        | 0                                         | 0                                         | 10                                        | 1                                         | 54                                        | 0                                         |                                           |                                           |
| 2018년 | 10                                        | 0                                         | 0                                         | 10                                        | 2                                         | 51                                        | 0                                         |                                           |                                           |
| 합계   | 66                                        | 0                                         | 2                                         | 64                                        | 11                                        | 310                                       | 2                                         |                                           |                                           |
| 순위   | 월드컵 예선 승점 순위 : 208위 (유럽 54위) | 월드컵 예선 승점 순위 : 208위 (유럽 54위) | 월드컵 예선 승점 순위 : 208위 (유럽 54위) | 월드컵 예선 승점 순위 : 208위 (유럽 54위) | 월드컵 예선 승점 순위 : 208위 (유럽 54위) | 월드컵 예선 승점 순위 : 208위 (유럽 54위) | 월드컵 예선 승점 순위 : 208위 (유럽 54위) | 월드컵 예선 승점 순위 : 208위 (유럽 54위) | 월드컵 예선 승점 순위 : 208위 (유럽 54위) |

## UEFA 유럽 선수권 대회
- 1960년 ~ 1988년 - 비회원국
- 1992년 ~ 2020년 - 예선 탈락

### UEFA 유럽 축구 선수권 대회 (예선)
| 1960년 | 비회원국                   | 비회원국                   | 비회원국                   | 비회원국                   | 비회원국                   | 비회원국                   | 비회원국                   |                            |                            |
| 1964년 | 비회원국                   | 비회원국                   | 비회원국                   | 비회원국                   | 비회원국                   | 비회원국                   | 비회원국                   |                            |                            |
| 1968년 | 비회원국                   | 비회원국                   | 비회원국                   | 비회원국                   | 비회원국                   | 비회원국                   | 비회원국                   |                            |                            |
| 1972년 | 비회원국                   | 비회원국                   | 비회원국                   | 비회원국                   | 비회원국                   | 비회원국                   | 비회원국                   |                            |                            |
| 1976년 | 비회원국                   | 비회원국                   | 비회원국                   | 비회원국                   | 비회원국                   | 비회원국                   | 비회원국                   |                            |                            |
| 1980년 | 비회원국                   | 비회원국                   | 비회원국                   | 비회원국                   | 비회원국                   | 비회원국                   | 비회원국                   |                            |                            |
| 1984년 | 비회원국                   | 비회원국                   | 비회원국                   | 비회원국                   | 비회원국                   | 비회원국                   | 비회원국                   |                            |                            |
| 1988년 | 비회원국                   | 비회원국                   | 비회원국                   | 비회원국                   | 비회원국                   | 비회원국                   | 비회원국                   |                            |                            |
| 1992년 | 8                          | 0                          | 0                          | 8                          | 1                          | 33                         | 0                          |                            |                            |
| 1996년 | 10                         | 0                          | 0                          | 10                         | 2                          | 36                         | 0                          |                            |                            |
| 2000년 | 8                          | 0                          | 0                          | 8                          | 1                          | 44                         | 0                          |                            |                            |
| 2004년 | 8                          | 0                          | 0                          | 8                          | 0                          | 30                         | 0                          |                            |                            |
| 2008년 | 12                         | 0                          | 0                          | 12                         | 2                          | 57                         | 0                          |                            |                            |
| 2012년 | 10                         | 0                          | 0                          | 10                         | 0                          | 53                         | 0                          |                            |                            |
| 2016년 | 10                         | 0                          | 1                          | 9                          | 1                          | 36                         | 1                          |                            |                            |
| 2020년 | 10                         | 0                          | 0                          | 10                         | 1                          | 51                         | 0                          |                            |                            |
| 합계   | 76                         | 0                          | 1                          | 75                         | 8                          | 340                        | 1                          |                            |                            |
| 순위   | 유로 예선 승점 순위 : 53위 | 유로 예선 승점 순위 : 53위 | 유로 예선 승점 순위 : 53위 | 유로 예선 승점 순위 : 53위 | 유로 예선 승점 순위 : 53위 | 유로 예선 승점 순위 : 53위 | 유로 예선 승점 순위 : 53위 | 유로 예선 승점 순위 : 53위 | 유로 예선 승점 순위 : 53위 |

## 지중해 게임
| 지중해 게임 기록 | 지중해 게임 기록 | 지중해 게임 기록 | 지중해 게임 기록 | 지중해 게임 기록 | 지중해 게임 기록 | 지중해 게임 기록 | 지중해 게임 기록 | 지중해 게임 기록 | 지중해 게임 기록 |
| 년도             | 결과             | 순위             | 경기             | 승               | 무*              | 패               | 득점             | 실점             | 승점             |
| ---------------- | ---------------- | ---------------- | ---------------- | ---------------- | ---------------- | ---------------- | ---------------- | ---------------- | ---------------- |
| 1951년           | 비회원국         | 비회원국         | 비회원국         | 비회원국         | 비회원국         | 비회원국         | 비회원국         | 비회원국         | 비회원국         |
| 1955년           | 비회원국         | 비회원국         | 비회원국         | 비회원국         | 비회원국         | 비회원국         | 비회원국         | 비회원국         | 비회원국         |
| 1959년           | 비회원국         | 비회원국         | 비회원국         | 비회원국         | 비회원국         | 비회원국         | 비회원국         | 비회원국         | 비회원국         |
| 1963년           | 비회원국         | 비회원국         | 비회원국         | 비회원국         | 비회원국         | 비회원국         | 비회원국         | 비회원국         | 비회원국         |
| 1967년           | 비회원국         | 비회원국         | 비회원국         | 비회원국         | 비회원국         | 비회원국         | 비회원국         | 비회원국         | 비회원국         |
| 1971년           | 비회원국         | 비회원국         | 비회원국         | 비회원국         | 비회원국         | 비회원국         | 비회원국         | 비회원국         | 비회원국         |
| 1975년           | 비회원국         | 비회원국         | 비회원국         | 비회원국         | 비회원국         | 비회원국         | 비회원국         | 비회원국         | 비회원국         |
| 1979년           | 비회원국         | 비회원국         | 비회원국         | 비회원국         | 비회원국         | 비회원국         | 비회원국         | 비회원국         | 비회원국         |
| 1983년           | 비회원국         | 비회원국         | 비회원국         | 비회원국         | 비회원국         | 비회원국         | 비회원국         | 비회원국         | 비회원국         |
| 1987년           | 조별리그         | 7위              | 3                | 0                | 1                | 2                | 0                | 7                | 1                |
| 1991년           | 조별리그         | 11위             | 2                | 0                | 0                | 2                | 0                | 6                | 0                |
| 1993년           | 진출 실패        | 진출 실패        | 진출 실패        | 진출 실패        | 진출 실패        | 진출 실패        | 진출 실패        | 진출 실패        | 진출 실패        |
| 1997년           | 조별리그         | 13위             | 2                | 0                | 0                | 2                | 1                | 8                | 0                |
| 2001년           | 조별리그         | 9위              | 2                | 0                | 0                | 2                | 0                | 11               | 0                |
| 2005년           | 진출 실패        | 진출 실패        | 진출 실패        | 진출 실패        | 진출 실패        | 진출 실패        | 진출 실패        | 진출 실패        | 진출 실패        |
| 2009년           | 진출 실패        | 진출 실패        | 진출 실패        | 진출 실패        | 진출 실패        | 진출 실패        | 진출 실패        | 진출 실패        | 진출 실패        |
| 2013년           | 진출 실패        | 진출 실패        | 진출 실패        | 진출 실패        | 진출 실패        | 진출 실패        | 진출 실패        | 진출 실패        | 진출 실패        |
| 2018년           |                  |                  |                  |                  |                  |                  |                  |                  |                  |
| 합계             | 3회 진출(3/8)    | 조별리그(3회)    | 9                | 0                | 1                | 8                | 1                | 32               | 1                |

## 주요 선수
- 알도 유니오르 시몬치니
- 파비오 비타이올리
- 미르코 팔라치
- 다비데 시몬치니
- 알렉스 가스페로니
- 마테오 비타이올리
- 아돌포 히르시
- 다닐로 리날디
- 니콜라 난니
- 엘리아 베네데티니

## 역대 감독
| 감독            | 임기        |
| --------------- | ----------- |
| 알베리코 에바니 | 2009 ~ 2010 |

## 같이 보기
- 산마리노 축구 연맹